# ال کوپی (سزار)
ال کوپی (سزار) (به اسپانیایی: El Copey) یک سکونتگاه مسکونی در کلمبیا است که در بخش سزار واقع شده‌است.

## خصوصیات
ال کوپی ۲۴٬۳۶۸ نفر جمعیت دارد.